# Prototritia armadillo
Prototritia armadillo är en kvalsterart som först beskrevs av Berlese 1916.  Prototritia armadillo ingår i släktet Prototritia och familjen Protoplophoridae. Inga underarter finns listade i Catalogue of Life.